# Fenneropenaeus merguiensis
Fenneropenaeus merguiensis är en kräftdjursart som först beskrevs av De Man 1888.  Fenneropenaeus merguiensis ingår i släktet Fenneropenaeus och familjen Penaeidae. Inga underarter finns listade i Catalogue of Life.

## Bildgalleri

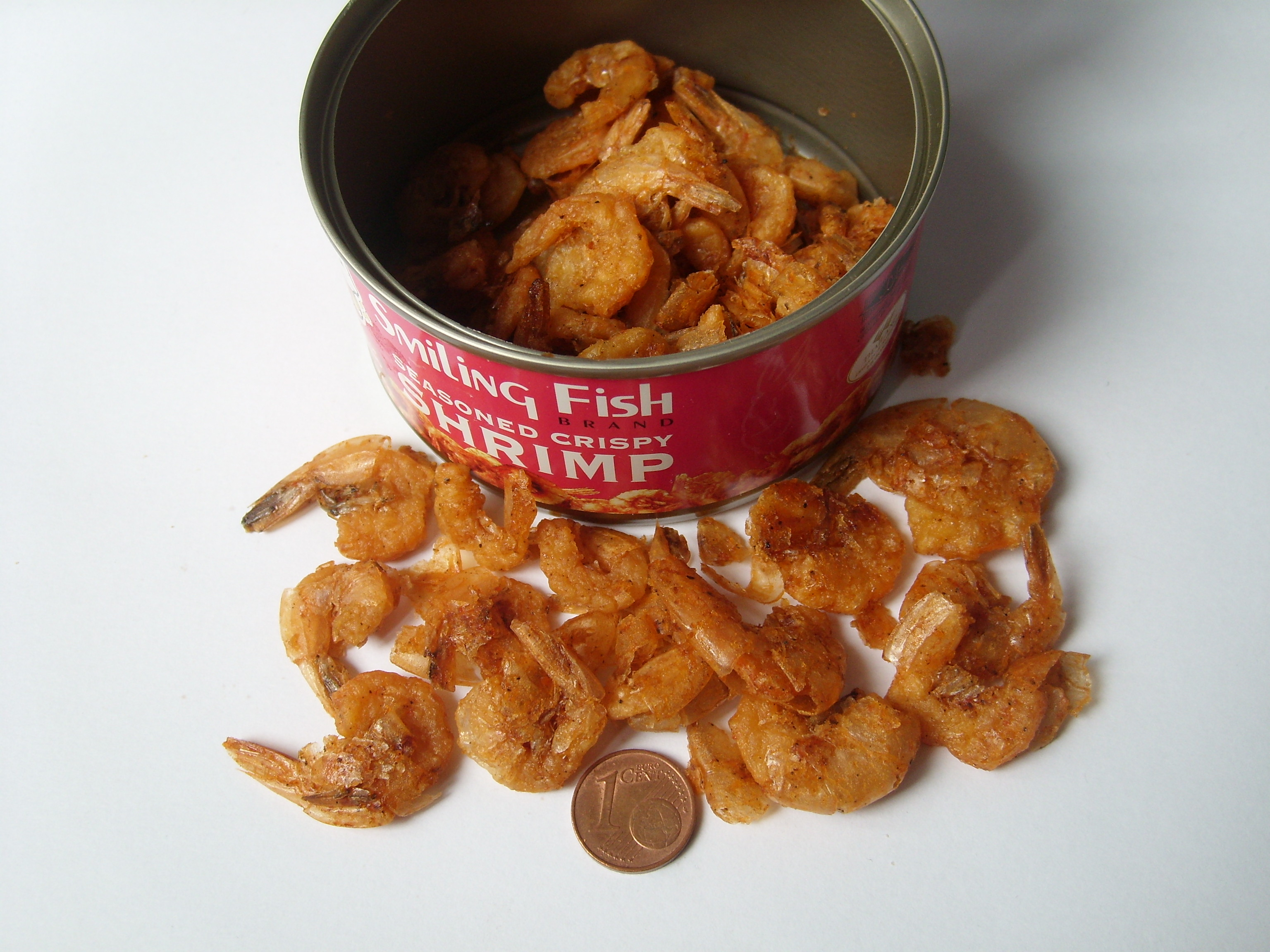
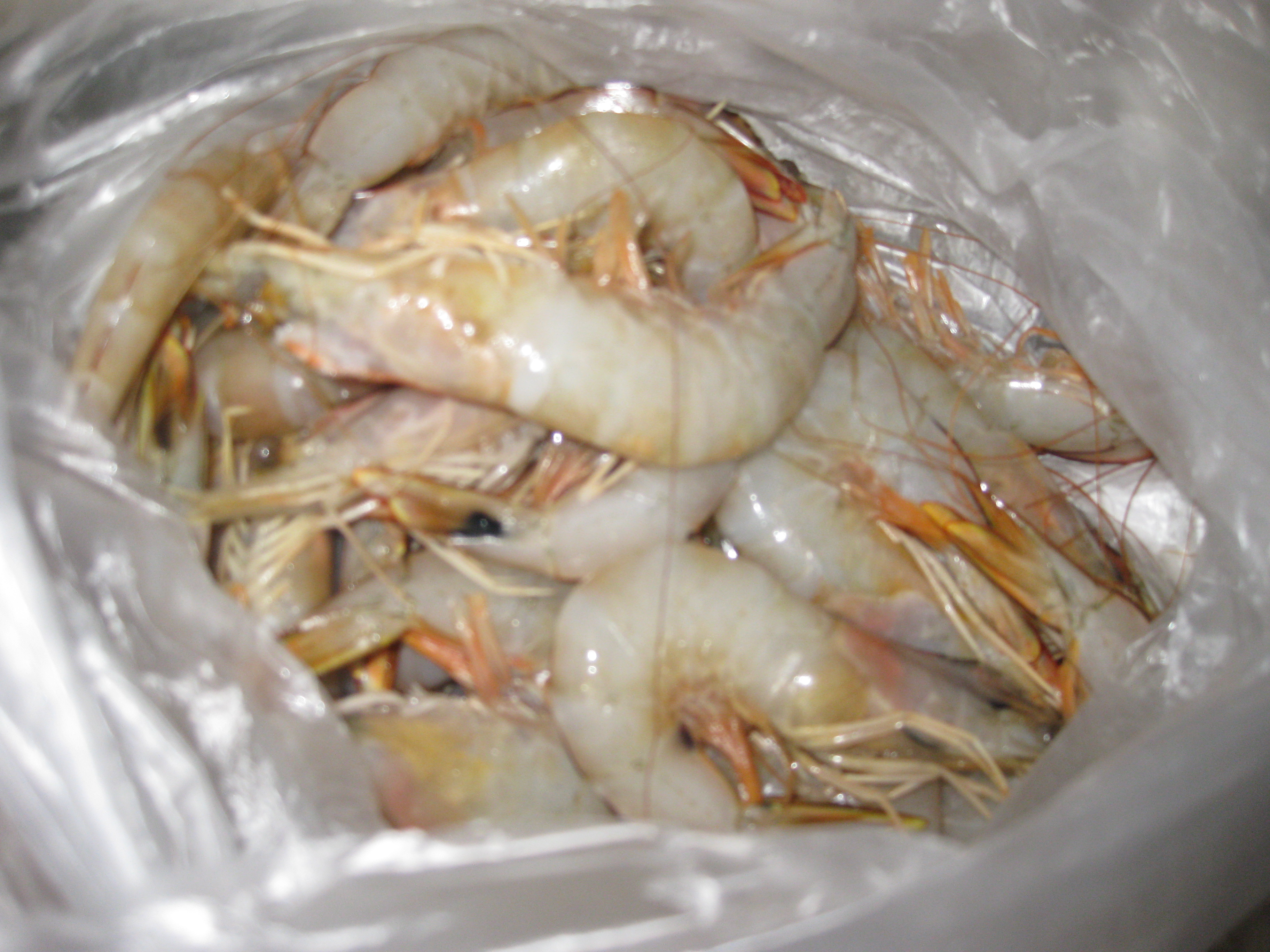